# Guido Adler
Guido Adler, avstrijski muzikolog, * 1. november 1855, Eibenschütz (danes Ivančice), Moravska, † 15. februar 1941, Dunaj.
Je začetnik modernega preučevanja glasbene zgodovine in stila. Vodil je katedro za muzikologijo na dunajski univerzi. Ustanovil je glasbeno-zgodovinski inštitut. Začel je izdajati serijo Spomeniki glasbene umetnosti v Avstriji (Denkmäler der Tonkunst in Österreich). Leta 1927 je bil pobudnik Mednarodnega muzikološkega društva s sedežem v Baslu. Med drugim je objavil razprave o Richardu Wagnerju, Gustavu Mahlerju in skladateljev tako imenovane dunajske klasike.